# Der Alte (Gorki)
Der Alte (russisch Старик, Starik) ist ein Drama des russischen Schriftstellers Maxim Gorki, das 1915 in Russland entstand und im Sommer 1918 bei Ladyschnikow in Berlin in russischer Sprache erschien. Das Stück wurde am 1. Januar 1919 im Moskauer Maly-Theater uraufgeführt. Gorki hatte zuvor – am 24. Oktober 1918 – an der ersten Leseprobe teilgenommen und aus dem Manuskript selbst vorgelesen. Lenin hat dort an der Stätte der Uraufführung eine Vorstellung zusammen mit Nadeschda Krupskaja besucht.
Alice Wagners Übersetzung ins Deutsche kam 1957 als Bühnenmanuskript bei Henschel in Berlin heraus.
Als Vorbild für seinen Helden Mastakow nahm Gorki den russischen Kaufmann Rjabinin (russ. Рябинин).

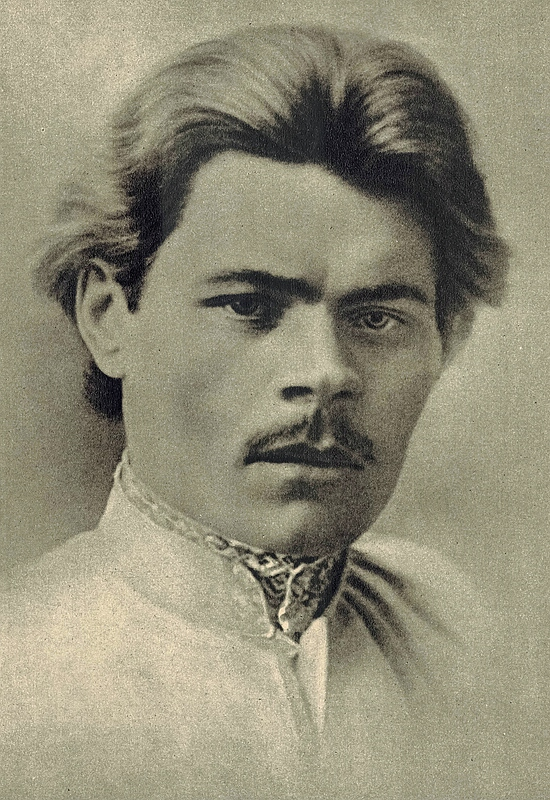
Gorki anno 1889

## Inhalt
Tatjana, die Stieftochter des Bauunternehmers Iwan Wassiljewitsch Mastakow, gilt als gute Partie. Der Mitgiftjäger Jakim Lukitsch Charitonow will seinen Neffen Jakow mit dem Mädchen verkuppeln. Während Jakow des Geldes wegen mitspielt, zögert Tatjana.
Mastakow ist der reichlich 30-jährigen Frau Oberst Sofja Markowna verbunden. Seiner Auffassung nach war sie es, die einen bedeutenden Mann aus ihm gemacht hat. Er habe nämlich zuvor jahrelang in Furcht vor den Menschen gelebt.
Die Frau Oberst begreift solchen Sermon nicht. Mastakow aber redet weiter um den heißen Brei herum. Er braucht ihre Hilfe.
Ein bejahrter Pilger namens Anton erscheint in Begleitung des Mädchens Marina auf der Bildfläche. Anton, der sich neuerdings Pitirim nennt, hat Mitrij Gussew – wie Mastakow eigentlich heißt – sieben Jahre lang gesucht. Der Ankömmling kommt nicht heraus mit der Sprache, sondern veranstaltet mit Mastakow ein nervenaufreibendes Versteckspiel. Mastakow fragt vergebens nach, was der Alte eigentlich genau von ihm will.
Immerhin – soviel wird klar – Anton möchte für die Jahre seines Leidens entlohnt werden. Acht Jahre hat er – in eine sibrische Strafkolonie verbannt – Zwangsarbeit wegen Notzucht an einer Minderjährigen verrichtet. Hingegen seinem Mithäftling Mastakow gelang nach zweieinhalb Jahren die Flucht.
Mastakow gesteht der Frau Oberst, er sei als 20-jähriger Rekrut zu vier Jahren verurteilt worden. Im Suff soll er damals einen Viehhändler erstochen haben. Nie und nimmer konnte sich Mastakow an eine solche Tat erinnern. Er hält sich für unschuldig.
Die Frau Oberst will Mastakow helfen und belauscht den Dialog der ehemaligen Sträflinge aus einem Versteck. Anton will Mastakow anzeigen. Letzterer stürzt sich auf den Alten. Die Frau Oberst fährt dazwischen. Unter vier Augen räumt der Alte der Frau gegenüber ein, es bereite ihm „großen Genuß, einen Menschen zu quälen“. Ihn habe „der Herrgott gesandt um der Wahrheit willen“. Die Frau Oberst appelliert an die Menschlichkeit des Alten. Vergebens – er will mit dem Kopf durch die Wand. Marina gesteht der Frau Oberst, sie sei kein Mädchen mehr, sondern eine verurteilte Kindsmörderin.
Mastakow plaudert aus seiner Vergangenheit. Charitonow spitzt die Ohren. Er will die Schande ausnutzen und eine höhere Mitgift verlangen. Dazu kommt es nicht. Mastakow schießt sich in den Mund. Es reißt ihm den ganzen Kopf ab.
Der Alte und das „Mädchen“ machen sich rasch aus dem Staube. Marina wirft Anton vor, er habe Mastakow in der Gewalt gehabt und das nicht ausgenutzt. Sie hatte sich das alles so schön ausgemalt; wollte Mastakows Stiefsohn Pawel heiraten und den Alten bis zu seinem Ende bei sich behalten. Der Alte hätte es bei ihr gut haben können.

## Selbstzeugnis
- „… in diesem Stück wollte ich zeigen, wie widerwärtig ein Mensch ist, der in sein Leiden verliebt ist und sich deshalb berechtigt fühlt, sich an all und jenem dafür zu rächen, daß er selbst im Leben zu leiden hatte.
Wenn aber ein Mensch davon überzeugt ist, daß Leiden ihn dazu berechtigt, sich für eine außergewöhnliche Persönlichkeit zu halten und sich an anderen für das Unangenehme, das er durchgemacht hat, zu rächen – so ist das, meiner Meinung nach kein Mensch, der die Achtung des Nächsten verdient.“[4]

## Deutschsprachige Ausgaben

### Verwendete Ausgabe
- Der Alte. Szenen. Deutsch von Günter Jäniche. Mit einem Nachwort und Anmerkungen von Ilse Stauche. S. 169–237 in: Maxim Gorki: Dramen II. 557 Seiten. Bd. 22 aus: Eva Kosing (Hrsg.), Edel Mirowa-Florin (Hrsg.): Maxim Gorki: Gesammelte Werke in Einzelbänden. Aufbau-Verlag, Berlin 1974